# Litterio De Gregorio Alliata
Litterio De Gregorio Alliata (Messina, 1º novembre 1808 – Messina, 21 luglio 1885) è stato un politico italiano.
Figlio del marchese Ruffo, ebbe i titoli di Principe di Sant'Elia, Marchese di Valle Santoro, Trentino e Selvarotta.
Già Gentiluomo di camera del Re nel Regno delle Due Sicilie, fu il fondatore, nel 1833, dell'Accademia filarmonica di Messina.
Ebbe due figli, Francesco e Giovanna. Quest'ultima divenne moglie del politico e ministro Silvestro Picardi.
Sepolto al Gran Camposanto di Messina, la sua tomba, sormontata da un'imponente croce, porta scritto il nome come Litterio Degregorio Alliata invece, come risulta dall'archivio web del senato, soltanto De Gregorio (peraltro non unito).